# Mistrovství světa juniorů v ledním hokeji 2024
Mistrovství světa juniorů v ledním hokeji 2024 bylo 48. oficiální mistrovství světa juniorů v ledním hokeji a 7. ve Švédsku. Mistrovství se hrálo v Göteborgu, který hostil Mistrovství světa juniorů poprvé. Mistrovství začalo 26. prosince 2023 a skončilo 5. ledna 2024.

## Pozadí
14. března 2019 bylo oznámeno, že hostitelským městem pro rok 2022 bude Göteborg, nicméně kvůli covidové pandemii bylo mistrovství světa juniorů pro rok 2022 přesunuto do měst Edmonton a Red Deer. Göteborg byl přesunut z roku 2022 na rok 2024.

## Stadiony
| Göteborg                      | Göteborg | Göteborg                     |
| ----------------------------- | -------- | ---------------------------- |
| Scandinavium Kapacita: 12 044 | Göteborg | Frölundaborg Kapacita: 6 044 |
|                               | Göteborg |                              |

## Soupisky
| Skupina A | Soupiska | Skupina B | Soupiska |
| --------- | -------- | --------- | -------- |
| Kanada    | Zde      | Česko     | Zde      |
| Švédsko   | Zde      | USA       | Zde      |
| Finsko    | Zde      | Slovensko | Zde      |
| Německo   | Zde      | Švýcarsko | Zde      |
| Lotyšsko  | Zde      | Norsko    | Zde      |

## Výsledky

### Skupina A

#### Tabulka
| Poř. | Tým      | Z | V | VP | PP | P | VG | OG | B  |
| ---- | -------- | - | - | -- | -- | - | -- | -- | -- |
| 1.   | Švédsko  | 4 | 3 | 0  | 1  | 0 | 17 | 5  | 10 |
| 2.   | Kanada   | 4 | 3 | 0  | 0  | 1 | 21 | 7  | 9  |
| 3.   | Finsko   | 4 | 1 | 1  | 0  | 2 | 14 | 13 | 5  |
| 4.   | Lotyšsko | 4 | 1 | 0  | 0  | 3 | 6  | 22 | 3  |
| 5.   | Německo  | 4 | 1 | 0  | 0  | 3 | 9  | 20 | 3  |

#### Zápasy
| 26. prosince 2023 14:30 | Finsko | 2 : 5 (0:1, 1:1, 1:3) | Kanada | Scandinavium, Göteborg Návštěvnost: 9 837 |  |

| Report                                                            |                                                                   |                             | |                                                                            |
| Niklas Kokko                                                      | Niklas Kokko                                                      | Brankáři                    | Mathis Rousseau | Rozhodčí: Tobias Björk Daniel Eriksson Čároví: Lukáš Rampír Anders Nyqvist |
| Kaskimaki (Karki, Nyman) 45:56' Lassila (Karki, Pulkkinen) 58:56' | Kaskimaki (Karki, Nyman) 45:56' Lassila (Karki, Pulkkinen) 58:56' | 0:1 0:2 1:2 1:3 1:4 2:4 2:5 | 16:24' Danielson (Lamoureux, Mateyhuk) 33:41' Allard (Danielson) 46:38' Celebrini 57:34' Poitras (Geekie, do prázdné branky) 59:54' Lamoureux (do prázdné branky) | Rozhodčí: Tobias Björk Daniel Eriksson Čároví: Lukáš Rampír Anders Nyqvist |
| 4 min                                                             | 4 min                                                             | Tresty                      | 12 min | Rozhodčí: Tobias Björk Daniel Eriksson Čároví: Lukáš Rampír Anders Nyqvist |
| 26                                                                | 26                                                                | Střely                      | 31 | Rozhodčí: Tobias Björk Daniel Eriksson Čároví: Lukáš Rampír Anders Nyqvist |

| 26. prosince 2023 19:30 | Švédsko | 6 : 0 (2:0, 2:0, 2:0) | Lotyšsko | Scandinavium, Göteborg Návštěvnost: 11 512 |  |

| Report | |                         |              |                                                                            |
| Hugo Havelid | Hugo Havelid | Brankáři                | Deivs Rolovs | Rozhodčí: Lukas Kohlmüller Troy Murray Čároví: Otto Durmis Shane Gustafson |
| Wahlberg (Sandin-Pellikka, Östlund) 10:02' Bystedt (Hävelid, Unger Sörum) 17:21' Lekkerimäki (Öhgren, Östlund)) 32:45' Bystedt (Pettersson, Forsfjäll) 34:30' Unger Sörum (Lindstein, Stenberg) 48:39' Lekkerimäki (Lindstein 54:17' | Wahlberg (Sandin-Pellikka, Östlund) 10:02' Bystedt (Hävelid, Unger Sörum) 17:21' Lekkerimäki (Öhgren, Östlund)) 32:45' Bystedt (Pettersson, Forsfjäll) 34:30' Unger Sörum (Lindstein, Stenberg) 48:39' Lekkerimäki (Lindstein 54:17' | 1:0 2:0 3:0 4:0 5:0 6:0 |              | Rozhodčí: Lukas Kohlmüller Troy Murray Čároví: Otto Durmis Shane Gustafson |
| 29 min | 29 min | Tresty                  | 10 min       | Rozhodčí: Lukas Kohlmüller Troy Murray Čároví: Otto Durmis Shane Gustafson |
| 35 | 35 | Střely                  | 20           | Rozhodčí: Lukas Kohlmüller Troy Murray Čároví: Otto Durmis Shane Gustafson |

| 27. prosince 2023 14:30 | Finsko | 3 : 4 (1:1, 2:3, 0:0) | Německo | Scandinavium, Göteborg Návštěvnost: 5 077 |  |

| Report                                                      |                                                             |                             | |                                                                        |
| Niklas Kokko                                                | Niklas Kokko                                                | Brankáři                    | Philipp Dietl                                                                                       | Rozhodčí: Micha Hebeisen Jack Young Čároví: Otto Durmis Davids Rozitis |
| Männistö (Bau) 08:11' Halttunen 21:27' Bau (Hemming) 23:05' | Männistö (Bau) 08:11' Halttunen 21:27' Bau (Hemming) 23:05' | 0:1 1:1 2:1 2:2 3:2 3:3 3:4 | 05:58' Oswald (Hördler) 22:12' Hübner (Bicker) 33:07' Kechter (Elias) 34:38' Oswald (Hauf, Hördler) | Rozhodčí: Micha Hebeisen Jack Young Čároví: Otto Durmis Davids Rozitis |
| 8 min                                                       | 8 min                                                       | Tresty                      | 8 min                                                                                               | Rozhodčí: Micha Hebeisen Jack Young Čároví: Otto Durmis Davids Rozitis |
| 43                                                          | 43                                                          | Střely                      | 28                                                                                                  | Rozhodčí: Micha Hebeisen Jack Young Čároví: Otto Durmis Davids Rozitis |

| 27. prosince 2023 19:30 | Lotyšsko | 0 : 10 (0:2, 0:3, 0:5) | Kanada | Scandinavium, Göteborg Návštěvnost: 6 321 |  |

| Report                                         |                                                |                                          | |                                                                                  |
| Linards Feldbergs (od 43. minuty) Aksels Ozols | Linards Feldbergs (od 43. minuty) Aksels Ozols | Brankáři                                 | Mathis Rousseau | Rozhodčí: Riku Brander Jiří Ondráček II Čároví: Dominik Schlegel Daniel Konc ml. |
|                                                |                                                | 0:1 0:2 0:3 0:4 0:5 0:6 0:7 0:8 0:9 0:10 | 05:19' Geekie (Mateychuk, Celebrini) 07:11' Yager (Celebrini, Lamoureux) 21:17' Allard (Wood, Bonk) 24:46' Rehkopf (Celebrini) 30:56' Celebrini (Wood, Mateychuk) 42:14' Minten (Nelson) 43:51' Wood 45:43' Geekie (Minten, Savoie) 46:18' Rehkopf (Celebrini, Dumais) 50:57' Poitras (Yager, Nelson) | Rozhodčí: Riku Brander Jiří Ondráček II Čároví: Dominik Schlegel Daniel Konc ml. |
| 10 min                                         | 10 min                                         | Tresty                                   | 6 min | Rozhodčí: Riku Brander Jiří Ondráček II Čároví: Dominik Schlegel Daniel Konc ml. |
| 22                                             | 22                                             | Střely                                   | 41 | Rozhodčí: Riku Brander Jiří Ondráček II Čároví: Dominik Schlegel Daniel Konc ml. |

| 28. prosince 2023 19:30 | Německo | 0 : 5 (0:1, 0:1, 0:3) | Švédsko | Scandinavium, Göteborg Návštěvnost: 11 512 |  |

| Report           |                  |                     | |                                                                       |
| Matthias Bittner | Matthias Bittner | Brankáři            | Melker Thelin | Rozhodčí: Riku Brander Marek Žák Čároví: Jeremy Faucher Simon Riecken |
|                  |                  | 0:1 0:2 0:3 0:4 0:5 | 15:48' Stenberg (Edstrom) 38:36' Hävelid (Bystedt, Lindstein) 46:16' Stenberg (Unger Sörum, Hävelid) 49:02' Stenberg (Edstrom, Unger Sörum) 54:33' Östlund (Lekkerimäki) | Rozhodčí: Riku Brander Marek Žák Čároví: Jeremy Faucher Simon Riecken |
| 6 min            | 6 min            | Tresty              | 4 min | Rozhodčí: Riku Brander Marek Žák Čároví: Jeremy Faucher Simon Riecken |
| 15               | 15               | Střely              | 41 | Rozhodčí: Riku Brander Marek Žák Čároví: Jeremy Faucher Simon Riecken |

| 29. prosince 2023 14:30 | Lotyšsko | 0 : 4 (0:2, 0:1, 0:1) | Finsko | Scandinavium, Göteborg Návštěvnost: 6 433 |  |

| Report       |              |                 | |                                                                                     |
| Deivs Rolovs | Deivs Rolovs | Brankáři        | Noa Vali | Rozhodčí: Killian Hinterdobler Lukas Kohlmüller Čároví: Lukáš Rampír Jeremy Faucher |
|              |              | 0:1 0:2 0:3 0:4 | 14:15' Lassila (Halttunen, Kulonummi) 15:13' Pulkkinen (Hämeenaho, Lassila) 25:59' Halttunen (Lassila, Nyman) 40:47' Keskinen (Lassila, Henning) | Rozhodčí: Killian Hinterdobler Lukas Kohlmüller Čároví: Lukáš Rampír Jeremy Faucher |
| 12 min       | 12 min       | Tresty          | 12 min | Rozhodčí: Killian Hinterdobler Lukas Kohlmüller Čároví: Lukáš Rampír Jeremy Faucher |
| 23           | 23           | Střely          | 43 | Rozhodčí: Killian Hinterdobler Lukas Kohlmüller Čároví: Lukáš Rampír Jeremy Faucher |

| 29. prosince 2023 19:30 | Kanada | 0 : 2 (0:0, 0:2, 0:0) | Švédsko | Scandinavium, Göteborg Návštěvnost: 11 512 |  |

| Report          |                 |          |                                                                              |                                                                      |
| Mathis Rousseau | Mathis Rousseau | Brankáři | Hugo Hävelid                                                                 | Rozhodčí: Tobias Björk Mark Pearce Čároví: Tim Heffner Jussi Thomann |
|                 |                 | 0:1 0:2  | 21:53' Willander (Lindstein, Stenberg 30:39' Östlund (Lekkerimäki, Lindstein | Rozhodčí: Tobias Björk Mark Pearce Čároví: Tim Heffner Jussi Thomann |
| 8 min           | 8 min           | Tresty   | 4 min                                                                        | Rozhodčí: Tobias Björk Mark Pearce Čároví: Tim Heffner Jussi Thomann |
| 21              | 21              | Střely   | 24                                                                           | Rozhodčí: Tobias Björk Mark Pearce Čároví: Tim Heffner Jussi Thomann |

| 30. prosince 2023 19:30 | Německo | 2 : 6 (0:3, 1:2, 1:1) | Lotyšsko | Scandinavium, Göteborg Návštěvnost: 2 652 |  |

| Report                                                    |                                                           |                                 | |                                                                        |
| Philipp Dietl (od 47. minuty Matthias Bittner)            | Philipp Dietl (od 47. minuty Matthias Bittner)            | Brankáři                        | Deivs Rolovs | Rozhodčí: Riku Brander Jack Young Čároví: Anders Nyqvist Simon Riecken |
| Schindler (Nieleck) 26:30' Panocha (Sumpf, Bicker) 53:04' | Schindler (Nieleck) 26:30' Panocha (Sumpf, Bicker) 53:04' | 0:1 0:2 0:3 1:3 1:4 1:5 1:6 2:6 | 02:45' Mateiko (Uljanskis, Mots) 09:06' Bukarts (Bulāns, Rullers) 13:23' Bulāns 26:30' Dārziņš (Ločmelis, Vilmanis) 37:44' Vilmanis (Ločmelis, Bukarts) 46:34' Vilmanis (Ločmelis) | Rozhodčí: Riku Brander Jack Young Čároví: Anders Nyqvist Simon Riecken |
| 35 min                                                    | 35 min                                                    | Tresty                          | 8 min | Rozhodčí: Riku Brander Jack Young Čároví: Anders Nyqvist Simon Riecken |
| 23                                                        | 23                                                        | Střely                          | 28 | Rozhodčí: Riku Brander Jack Young Čároví: Anders Nyqvist Simon Riecken |

| 31. prosince 2023 14:30 | Švédsko | 4 : 5 SN (0:2, 4:1, 0:1 – 0:0 – 0:1) | Finsko | Scandinavium, Göteborg Návštěvnost: 11 512 |  |

| Report | |                                                                | |                                                                               |
| Melker Thelin | Melker Thelin | Brankáři                                                       | Noa Vali | Rozhodčí: Micha Hebeisen Troy Murray Čároví: Daniel Konc ml. Dominik Schelgel |
| Born (Östlund, Willander) 23:24' Lekkerimäki (Östlund, Sandin Pellikka) 26:38' Lindstein (Unger Sörum, Stenberg) 28:59' Bystedt (Unger Sörum, Hävelid) 34:53' Lekkerimäki Edstrom Sandin Pellikka Östlund Ohgren | Born (Östlund, Willander) 23:24' Lekkerimäki (Östlund, Sandin Pellikka) 26:38' Lindstein (Unger Sörum, Stenberg) 28:59' Bystedt (Unger Sörum, Hävelid) 34:53' Lekkerimäki Edstrom Sandin Pellikka Östlund Ohgren | 0:1 0:2 1:2 2:2 2:3 3:3 4:3 4:4 Samostatné nájezdy 1:0 1:1 1:2 | 12:25' Männistö (Halttunen, Keskinen) 18:21' Hämeenaho (Naukkarinen) 27:15' Halttunen (Keskinen, Kulonummi) 58:28' Nyman (Hämeenaho, Halttunen) Halttunen Hämeenaho Lassila Helenius Nyman | Rozhodčí: Micha Hebeisen Troy Murray Čároví: Daniel Konc ml. Dominik Schelgel |
| 6 min | 6 min | Tresty                                                         | 4 min | Rozhodčí: Micha Hebeisen Troy Murray Čároví: Daniel Konc ml. Dominik Schelgel |
| 33 | 33 | Střely                                                         | 30 | Rozhodčí: Micha Hebeisen Troy Murray Čároví: Daniel Konc ml. Dominik Schelgel |

| 31. prosince 2023 19:30 | Kanada | 6 : 3 (2:1, 0:1, 4:1) | Německo | Scandinavium, Göteborg Návštěvnost: 7 327 |  |

| Report | |                                     |                                                                                 |                                                                       |
| Mathis Rousseau | Mathis Rousseau | Brankáři                            | Matthias Bittner                                                                | Rozhodčí: Joonas Kova Marek Žák Čároví: Shane Gustafson Jussi Thomann |
| Celebrini (Nelson, Bonk) 06:20' Yager (Danielson, Minten) 14:37' Beck (Rehkopf) – 41:40' Dumais (Poitras, Rehkopf) 48:32' Celebrini (Yager, Bonk) 56:02' Cowan (Allard, Mateychuk) (do prázdné branky) 57:16' | Celebrini (Nelson, Bonk) 06:20' Yager (Danielson, Minten) 14:37' Beck (Rehkopf) – 41:40' Dumais (Poitras, Rehkopf) 48:32' Celebrini (Yager, Bonk) 56:02' Cowan (Allard, Mateychuk) (do prázdné branky) 57:16' | 0:1 1:1 2:1 2:2 3:2 3:3 4:3 5:3 6:3 | 02:57' Lutz (Sinn) 21:49' Kechter (Weber, Lutz) 47:32' Sumpf (Rollinger, Weber) | Rozhodčí: Joonas Kova Marek Žák Čároví: Shane Gustafson Jussi Thomann |
| 33 min | 33 min | Tresty                              | 10 min                                                                          | Rozhodčí: Joonas Kova Marek Žák Čároví: Shane Gustafson Jussi Thomann |
| 35 | 35 | Střely                              | 20                                                                              | Rozhodčí: Joonas Kova Marek Žák Čároví: Shane Gustafson Jussi Thomann |

### Skupina B

#### Tabulka
| Poř. | Tým       | Z | V | VP | PP | P | VG | OG | B  |
| ---- | --------- | - | - | -- | -- | - | -- | -- | -- |
| 1.   | USA       | 4 | 3 | 1  | 0  | 0 | 29 | 9  | 11 |
| 2.   | Slovensko | 4 | 3 | 0  | 0  | 1 | 19 | 16 | 9  |
| 3.   | Česko     | 4 | 2 | 0  | 1  | 1 | 17 | 13 | 7  |
| 4.   | Švýcarsko | 4 | 1 | 0  | 0  | 3 | 11 | 20 | 3  |
| 5.   | Norsko    | 4 | 0 | 0  | 0  | 4 | 8  | 26 | 0  |

#### Zápasy
| 26. prosince 2023 12:00 | Slovensko | 6 : 2 (0:1, 2:0, 4:1) | Česko | Frölundaborg, Göteborg Návštěvnost: 984 |  |

| Report | |                                 |                                                                 |                                                                          |
| Adam Gajan | Adam Gajan | Brankáři                        | Michael Hrabal                                                  | Rozhodčí: Joonas Kova Mark Pearce Čároví: Dominik Schlegel Jussi Thomann |
| Petrovský (Mešár, Kmec) 22:00' Repčík (Sýkora) 38:34' Honzek (Mišiak, Petrovský) 41:22' Žabka (Štrbák) 44:15' Petrovský (Mešár) 45:22' Štrbák (Pekarčík, Honzek) 51:55' | Petrovský (Mešár, Kmec) 22:00' Repčík (Sýkora) 38:34' Honzek (Mišiak, Petrovský) 41:22' Žabka (Štrbák) 44:15' Petrovský (Mešár) 45:22' Štrbák (Pekarčík, Honzek) 51:55' | 0:1 1:1 2:1 3:1 4:1 5:1 5:2 6:2 | 01:01' Rymon (Becher, Melovský) 51:25' Šapovaliv (Šalé, Kulich) | Rozhodčí: Joonas Kova Mark Pearce Čároví: Dominik Schlegel Jussi Thomann |
| 10 min | 10 min | Tresty                          | 16 min                                                          | Rozhodčí: Joonas Kova Mark Pearce Čároví: Dominik Schlegel Jussi Thomann |
| 34 | 34 | Střely                          | 29                                                              | Rozhodčí: Joonas Kova Mark Pearce Čároví: Dominik Schlegel Jussi Thomann |

| 26. prosince 2023 17:00 | USA | 4 : 1 (0:0, 3:0, 1:1) | Norsko | Frölundaborg, Göteborg Návštěvnost: 1 377 |  |

| Report | |                     |                   |                                                                                 |
| Trey Augustine | Trey Augustine | Brankáři            | Markus Stensrud   | Rozhodčí: Micha Hebeisen Jiří Ondráček II Čároví: Simon Riecken Daniel Konc ml. |
| Snuggerud (Casey, Fortescue) 29:59' Brindley (Perreault, Leonard) 34:00' Brindley (Nazar) 36:33' Howard (Gauthier, Hutson) 44:43' | Snuggerud (Casey, Fortescue) 29:59' Brindley (Perreault, Leonard) 34:00' Brindley (Nazar) 36:33' Howard (Gauthier, Hutson) 44:43' | 1:0 2:0 3:0 3:1 4:1 | 44:18' Vesterheim | Rozhodčí: Micha Hebeisen Jiří Ondráček II Čároví: Simon Riecken Daniel Konc ml. |
| 10 min | 10 min | Tresty              | 12 min            | Rozhodčí: Micha Hebeisen Jiří Ondráček II Čároví: Simon Riecken Daniel Konc ml. |
| 44 | 44 | Střely              | 23                | Rozhodčí: Micha Hebeisen Jiří Ondráček II Čároví: Simon Riecken Daniel Konc ml. |

| 27. prosince 2023 12:00 | Slovensko | 3 : 0 (1:0, 0:0, 2:0) | Švýcarsko | Frölundaborg, Göteborg Návštěvnost: 986 |  |

| Report | |             |                  |                                                                                  |
| Adam Gajan                                                                                                   | Adam Gajan                                                                                                   | Brankáři    | Alessio Beglieri | Rozhodčí: Daniel Eriksson Killian Hinterdobler Čároví: Tim Heffner Simon Riecken |
| Honzek (Repčík) 08:33' Repčík (Mešár, Štrbák, do prázdné branky) 58:19' Petrovský (do prázdné branky) 59:12' | Honzek (Repčík) 08:33' Repčík (Mešár, Štrbák, do prázdné branky) 58:19' Petrovský (do prázdné branky) 59:12' | 1:0 2:0 3:0 |                  | Rozhodčí: Daniel Eriksson Killian Hinterdobler Čároví: Tim Heffner Simon Riecken |
| 10 min | 10 min | Tresty      | 2 min            | Rozhodčí: Daniel Eriksson Killian Hinterdobler Čároví: Tim Heffner Simon Riecken |
| 20 | 20 | Střely      | 36               | Rozhodčí: Daniel Eriksson Killian Hinterdobler Čároví: Tim Heffner Simon Riecken |

| 27. prosince 2023 17:00 | Norsko | 1 : 8 (0:2, 1:3, 0:3) | Česko | Frölundaborg, Göteborg Návštěvnost: 1 258 |  |

| Report                             |                                    |                                     | |                                                                             |
| Markus Stensrud                    | Markus Stensrud                    | Brankáři                            | Michael Hrabal | Rozhodčí: Lukas Kohlmüller Marek Žák Čároví: Shane Gustafson Anders Nyqvist |
| Løkkeberg (Haugen, Granath) 21:15' | Løkkeberg (Haugen, Granath) 21:15' | 0:1 0:2 1:2 1:3 1:4 1:5 1:6 1:7 1:8 | 10:30' Kulich (Prčík, Šapovaliv) 17:46' Kulich (Melovský, Hamara) 32:15' Čech (Becher) 32:52' Šalé 38:46' Šalé (Melovský, Sapoušek) 48:49' Šapovaliv (Melovský, Kulich) 53:16' Šalé (Bareš, Rymon) 55:15' Kulich (Hamara, Štancl) | Rozhodčí: Lukas Kohlmüller Marek Žák Čároví: Shane Gustafson Anders Nyqvist |
| 12 min                             | 12 min                             | Tresty                              | 8 min | Rozhodčí: Lukas Kohlmüller Marek Žák Čároví: Shane Gustafson Anders Nyqvist |
| 21                                 | 21                                 | Střely                              | 40 | Rozhodčí: Lukas Kohlmüller Marek Žák Čároví: Shane Gustafson Anders Nyqvist |

| 28. prosince 2023 17:00 | Švýcarsko | 3 : 11 (1:5, 0:4, 2:2) | USA | Frölundaborg, Göteborg Návštěvnost: 1 458 |  |

| Report                                                                                              | |                                                            | |                                                                      |
| Lorin Grüter (od 13. minuty Ewan Huet)                                                              | Lorin Grüter (od 13. minuty Ewan Huet)                                                              | Brankáři                                                   | Jacob Fowler | Rozhodčí: Joonas Kova Mark Pearce Čároví: Lukáš Rampír Jussi Thomann |
| Weber (Füllemann, Reinhard) 09:17' Christe (Füllemann, Weber) 41:18' Schild (Muggli, Taibel) 49:30' | Weber (Füllemann, Reinhard) 09:17' Christe (Füllemann, Weber) 41:18' Schild (Muggli, Taibel) 49:30' | 0:1 0:2 0:3 1:3 1:4 1:5 1:6 1:7 1:8 1:9 2:9 2:10 3:10 3:11 | 01:20' Smith (Buium, Perreault) 03:21' Snuggerud 08:11' Snuggerud (Gauthier) 12:36' Snuggerud (Gauthier, McGroarty) 18:29' Buium (Gauthier, Snuggerud) 25:06' Brindley (Nazar) 29:33' Leonard (Brindley, Casey) 30:04' Brindley (Nazar, Howard) 34:55' Howard (Hayes) 47:09' Finley (Nazar) 54:28' Pohlkamp (Nazar, Finley) | Rozhodčí: Joonas Kova Mark Pearce Čároví: Lukáš Rampír Jussi Thomann |
| 8 min                                                                                               | 8 min                                                                                               | Tresty                                                     | 4 min | Rozhodčí: Joonas Kova Mark Pearce Čároví: Lukáš Rampír Jussi Thomann |
| 24                                                                                                  | 24                                                                                                  | Střely                                                     | 40 | Rozhodčí: Joonas Kova Mark Pearce Čároví: Lukáš Rampír Jussi Thomann |

| 29. prosince 2023 12:00 | Norsko | 4 : 8 (1:2, 0:5, 3:1) | Slovensko | Frölundaborg, Göteborg Návštěvnost: 1 985 |  |

| Report | |                                                 | |                                                                                |
| Sebastian Aarsund (od 28. minuty Martin Lundberg)                                                                                    | Sebastian Aarsund (od 28. minuty Martin Lundberg)                                                                                    | Brankáři                                        | Adam Gajan | Rozhodčí: Jack Young Jiří Ondráček II Čároví: Dominik Schlegel Shane Gustafson |
| Brandsegg-Nygård 03:08' Solberg (Johnsen, Wold) 48:34' Vesterheim (Johnsen, Steen) 54:22' Brandsegg-Nygård (Vesterheim, Koch) 54:57' | Brandsegg-Nygård 03:08' Solberg (Johnsen, Wold) 48:34' Vesterheim (Johnsen, Steen) 54:22' Brandsegg-Nygård (Vesterheim, Koch) 54:57' | 1:0 1:1 1:2 1:3 1:4 1:5 1:6 1:7 2:7 2:8 3:8 4:8 | 13:35' Honzek (Petrovský, Mišiak) 14:02' Pekarčík (Dvorský, Čiernik) 23:43' Dvorský (Repčík, Mešár) 26:03' Petrovský (Štrbák, Mešár) 27:10' Petrovský (Sýkora, Štrbák) 32:30' Repčík (Dvorský, Štrbák) 34:08' Radivojevič (Mišiak, Petrovský) 53:40' Dvorský (Mešár, Kmec) | Rozhodčí: Jack Young Jiří Ondráček II Čároví: Dominik Schlegel Shane Gustafson |
| 24 min | 24 min | Tresty                                          | 14 min | Rozhodčí: Jack Young Jiří Ondráček II Čároví: Dominik Schlegel Shane Gustafson |
| 26 | 26 | Střely                                          | 35 | Rozhodčí: Jack Young Jiří Ondráček II Čároví: Dominik Schlegel Shane Gustafson |

| 29. prosince 2023 17:00 | Česko | 3 : 4 SN (1:1, 2:2, 0:0 – 0:0 – 0:1) | USA | Frölundaborg, Göteborg Návštěvnost: 2 544 |  |

| Report | |                                                            | |                                                                          |
| Michael Hrabal | Michael Hrabal | Brankáři                                                   | Jacob Fowler | Rozhodčí: Joonas Kova Troy Murray Čároví: Daniel Konc ml. Davids Rozitis |
| Štancl (Rymon) 15:40' Bareš (Prčík) 26:23' Sapoušek (Šalé, Melovský) 31:47' Šalé Melovský Kulich Becher Šapovaliv Kulich Šalé | Štancl (Rymon) 15:40' Bareš (Prčík) 26:23' Sapoušek (Šalé, Melovský) 31:47' Šalé Melovský Kulich Becher Šapovaliv Kulich Šalé | 0:1 1:1 2:1 2:2 3:2 3:3 Samostatné nájezdy 0:0 1:0 1:1 1:2 | 01:12' Howard (Nazar, Pohlkamp) 28:04' Smith (Leonard, Perreault) 34:11' Chesley (Hutson) Gauthier Snuggerud Leonard Hutson Perreault Howard | Rozhodčí: Joonas Kova Troy Murray Čároví: Daniel Konc ml. Davids Rozitis |
| 6 min | 6 min | Tresty                                                     | 4 min | Rozhodčí: Joonas Kova Troy Murray Čároví: Daniel Konc ml. Davids Rozitis |
| 23 | 23 | Střely                                                     | 34 | Rozhodčí: Joonas Kova Troy Murray Čároví: Daniel Konc ml. Davids Rozitis |

| 30. prosince 2023 17:00 | Švýcarsko | 6 : 2 (1:2, 4:0, 1:0) | Norsko | Frölundaborg, Göteborg Návštěvnost: 1 009 |  |

| Report | |                                 |                                                    |                                                                                 |
| Alessio Beglieri | Alessio Beglieri | Brankáři                        | Markus Stensrud                                    | Rozhodčí: Killian Hinterdobler Jiří Ondráček II. Čároví: Oto Durmis Tim Heffner |
| Meier (Gredig, Ustinkov) 06:05' Braillard (Ustinkov, Reinhard) 25:49' Taibel (Müller, Terraneo) 30:16' Dionicio (Taibel, Weber) 31:53' Schild (Taibel, Müller) 38:52' Dionicio (Terraneo, Taibel) 45:12' | Meier (Gredig, Ustinkov) 06:05' Braillard (Ustinkov, Reinhard) 25:49' Taibel (Müller, Terraneo) 30:16' Dionicio (Taibel, Weber) 31:53' Schild (Taibel, Müller) 38:52' Dionicio (Terraneo, Taibel) 45:12' | 1:0 1:1 1:2 2:2 3:2 4:2 5:2 6:2 | 17:16' Johnsen (Magnussen) 18:10' Dalen (Bakkevig) | Rozhodčí: Killian Hinterdobler Jiří Ondráček II. Čároví: Oto Durmis Tim Heffner |
| 31 min | 31 min | Tresty                          | 35 min                                             | Rozhodčí: Killian Hinterdobler Jiří Ondráček II. Čároví: Oto Durmis Tim Heffner |
| 34 | 34 | Střely                          | 21                                                 | Rozhodčí: Killian Hinterdobler Jiří Ondráček II. Čároví: Oto Durmis Tim Heffner |

| 31. prosince 2023 12:00 | USA | 10 : 2 (2:1, 3:1, 5:0) | Slovensko | Frölundaborg, Göteborg Návštěvnost: 1 458 |  |

| Report | |                                                  |                                                      |                                                                           |
| Trey Augustine | Trey Augustine | Brankáři                                         | Samuel Urban (od 46. minuty Rastislav Eliaš)         | Rozhodčí: Daniel Eriksson Mark Pearce Čároví: Lukáš Rampír Anders Nyqvist |
| McGroarty (Moore, Chesley) 06:21' Buium (Hayes, Rinzel) 10:13' Brindley (Hutson, Chesley) 20:29' Leonard (Smith, Buium) 38:20' McGroarty (Fortescue, Gauthier) 38:54' McGroarty (Gauthier) 44:06' Howard (Nelson, Brindley) 45:49' Brindley (Pohlkamp) 49:15' Gauthier (Nazar, Hutson) 51:00' Howard (Nazar, Hutson) 52:42' | McGroarty (Moore, Chesley) 06:21' Buium (Hayes, Rinzel) 10:13' Brindley (Hutson, Chesley) 20:29' Leonard (Smith, Buium) 38:20' McGroarty (Fortescue, Gauthier) 38:54' McGroarty (Gauthier) 44:06' Howard (Nelson, Brindley) 45:49' Brindley (Pohlkamp) 49:15' Gauthier (Nazar, Hutson) 51:00' Howard (Nazar, Hutson) 52:42' | 1:0 1:1 2:1 3:1 3:2 4:2 5:2 6:2 7:2 8:2 9:2 10:2 | 08:57' Moško (Repčík) 37:50' Mešár (Petrovský, Kmec) | Rozhodčí: Daniel Eriksson Mark Pearce Čároví: Lukáš Rampír Anders Nyqvist |
| 29 min | 29 min | Tresty                                           | 6 min                                                | Rozhodčí: Daniel Eriksson Mark Pearce Čároví: Lukáš Rampír Anders Nyqvist |
| 44 | 44 | Střely                                           | 40                                                   | Rozhodčí: Daniel Eriksson Mark Pearce Čároví: Lukáš Rampír Anders Nyqvist |

| 31. prosince 2023 17:00 | Česko | 4 : 2 (1:0, 1:2, 2:0) | Švýcarsko | Frölundaborg, Göteborg Návštěvnost: 1 592 |  |

| Report | |                         |                                                               |                                                                               |
| Michael Hrabal | Michael Hrabal | Brankáři                | Alessio Beglieri                                              | Rozhodčí: Tobias Björk Lukas Kohlmüller Čároví: Jeremy Faucher Davids Rozitis |
| Šapovaliv (Melovský, Hamara) 12:04' Sapoušek (Becher, Kulich) 30:05' Kulich (Galvas, Melovský) 52:47' Hamara (Becher) 55:18' | Šapovaliv (Melovský, Hamara) 12:04' Sapoušek (Becher, Kulich) 30:05' Kulich (Galvas, Melovský) 52:47' Hamara (Becher) 55:18' | 1:0 2:0 2:1 2:2 3:2 4:2 | 34:26' Meier (Dionicio, Terraneo 39:03' Rod (Weber, Dionicio) | Rozhodčí: Tobias Björk Lukas Kohlmüller Čároví: Jeremy Faucher Davids Rozitis |
| 4 min | 4 min | Tresty                  | 2 min                                                         | Rozhodčí: Tobias Björk Lukas Kohlmüller Čároví: Jeremy Faucher Davids Rozitis |
| 35 | 35 | Střely                  | 19                                                            | Rozhodčí: Tobias Björk Lukas Kohlmüller Čároví: Jeremy Faucher Davids Rozitis |

### Souboj o udržení
| 4. ledna 2024 11:00 | Německo | 5 : 4 PP (1:1, 1:1, 2:2 – 1:0) | Norsko | Scandinavium, Göteborg Návštěvnost: 2 237 |  |

| Report | |                                     | |                                                                     |
| Matthias Bittner | Matthias Bittner | Brankáři                            | Markus Stensrud | Rozhodčí: Troy Murray Marek Žák Čároví: Anders Nyqvist Lukáš Rampír |
| Bicker (Sumpf, Weber) 09:40' Oswald (Hördler, Sinn) 28:59' Sinn (Rollinger, Bicker) 49:58' Hübner (Oswald) 50:46' Elias (Sinn, Oswald) 60:58' | Bicker (Sumpf, Weber) 09:40' Oswald (Hördler, Sinn) 28:59' Sinn (Rollinger, Bicker) 49:58' Hübner (Oswald) 50:46' Elias (Sinn, Oswald) 60:58' | 1:0 1:1 2:1 2:2 3:2 4:2 4:3 4:4 5:4 | 16:10' Steen (Brandsegg-Nygård, Vesterheim) 34:43' Bakke Olsen (Johnsen, Wold) 54:19' Brandsegg-Nygård (Steen, Vesterheim) 56:06' Bakke Olsen (Johnsen, Koch) | Rozhodčí: Troy Murray Marek Žák Čároví: Anders Nyqvist Lukáš Rampír |
| 4 min | 4 min | Tresty                              | 4 min | Rozhodčí: Troy Murray Marek Žák Čároví: Anders Nyqvist Lukáš Rampír |
| 27 | 27 | Střely                              | 28 | Rozhodčí: Troy Murray Marek Žák Čároví: Anders Nyqvist Lukáš Rampír |

## Play-off
Vítězné týmy budou do semifinále rozřazeny dle následujících kritérií:
1. Lepší umístění ve skupině
2. Vyšší počet bodů
3. Lepší brankový rozdíl
4. Vyšší počet vstřelených branek
5. Lepší nasazení do turnaje (konečné umístění na Mistrovství světa juniorů v ledním hokeji 2023)

| Pořadí | Tým       | Skupina | Umístění | Body | GR  | VG | Nasazení do turnaje |
| ------ | --------- | ------- | -------- | ---- | --- | -- | ------------------- |
| 1      | USA       | B       | 1        | 11   | +20 | 29 | 3                   |
| 2      | Švédsko   | A       | 1        | 10   | +12 | 17 | 4                   |
| 3      | Kanada    | A       | 2        | 9    | +14 | 21 | 1                   |
| 4      | Slovensko | B       | 2        | 9    | +3  | 19 | 6                   |
| 5      | Česko     | B       | 3        | 7    | +4  | 17 | 2                   |
| 6      | Finsko    | A       | 3        | 5    | +1  | 14 | 5                   |
| 7      | Švýcarsko | B       | 4        | 3    | -9  | 11 | 7                   |
| 8      | Lotyšsko  | A       | 4        | 3    | -16 | 6  | 9                   |

### Pavouk
|  | Čtvrtfinále 1 |               |               |  |   |              |              |              |  |               |               |               |   |
|  | B1            | USA           | 7             |  |   |              |              |              |  |               |               |               |   |
|  | A4            | Lotyšsko      | 2             |  |   | Semifinále 1 | Semifinále 1 | Semifinále 1 |  |               |               |               |   |
|  |               |               |               |  |   | 1            | USA          | 3            |  |               |               |               |   |
|  | Čtvrtfinále 2 | Čtvrtfinále 2 | Čtvrtfinále 2 |  | 6 | Finsko       | 2            |              |  |               |               |               |   |
|  | B2            | Slovensko     | 3             |  |   |              |              |              |  |               |               |               |   |
|  | A3            | Finsko        | 4 (PP)        |  |   |              |              |              |  | Finále        | Finále        | Finále        |   |
|  |               |               |               |  |   |              |              |              |  |               | 1             | USA           | 6 |
|  | Čtvrtfinále 3 | Čtvrtfinále 3 | Čtvrtfinále 3 |  |   |              |              |              |  |               | 2             | Švédsko       | 2 |
|  | A1            | Švédsko       | 3 (PP)        |  |   |              |              |              |  |               |               |               |   |
|  | B4            | Švýcarsko     | 2             |  |   | Semifinále 2 | Semifinále 2 | Semifinále 2 |  | Zápas o bronz | Zápas o bronz | Zápas o bronz |   |
|  |               |               |               |  |   | 2            | Švédsko      | 5            |  | 6             | Finsko        | 5             |   |
|  | Čtvrtfinále 4 | Čtvrtfinále 4 | Čtvrtfinále 4 |  | 5 | Česko        | 2            |              |  | 5             | Česko         | 8             |   |
|  | A2            | Kanada        | 2             |  |   |              |              |              |  |               |               |               |   |
|  | B3            | Česko         | 3             |  |   |              |              |              |  |               |               |               |   |

### Čtvrtfinále
| 2. ledna 2024 12:00 | Slovensko | 3 : 4 PP (1:0, 0:1, 2:2 – 0:1) | Finsko | Frölundaborg, Göteborg Návštěvnost: 2 480 |  |

| Report                                                                                      |                                                                                             |                             | |                                                                          |
| Adam Gajan                                                                                  | Adam Gajan                                                                                  | Brankáři                    | Niklas Kokko | Rozhodčí: Daniel Eriksson Mark Pearce Čároví: Jeremy Faucher Tim Heffner |
| Sýkora (Mešár) 19:59' Dvorský (Pekarčík, Radivojevič) 47:09' Mešár (Štrbák, Dvorský) 59:16' | Sýkora (Mešár) 19:59' Dvorský (Pekarčík, Radivojevič) 47:09' Mešár (Štrbák, Dvorský) 59:16' | 1:0 1:1 1:2 2:2 2:3 3:3 3:4 | 22:36' Männistö 40:36' Hämeenaho (Lassila, Naukkarinen) 58:26' Kaskimäki (Helenius) 60:24' Lassila (Salin, Nyman) | Rozhodčí: Daniel Eriksson Mark Pearce Čároví: Jeremy Faucher Tim Heffner |
| 2 min                                                                                       | 2 min                                                                                       | Tresty                      | 4 min | Rozhodčí: Daniel Eriksson Mark Pearce Čároví: Jeremy Faucher Tim Heffner |
| 30                                                                                          | 30                                                                                          | Střely                      | 28 | Rozhodčí: Daniel Eriksson Mark Pearce Čároví: Jeremy Faucher Tim Heffner |

| 2. ledna 2024 14:30 | Kanada | 2 : 3 (0:2, 2:0, 0:1) | Česko | Scandinavium, Göteborg Návštěvnost: 10 117 |  |

| Report                                              |                                                     |                     |                                                                             |                                                                          |
| Mathis Rousseau                                     | Mathis Rousseau                                     | Brankáři            | Michael Hrabal                                                              | Rozhodčí: Tobias Björk Micha Hebeisen Čároví: Otto Durmis Anders Nyqvist |
| Wood (Yager, Cowan) 23:43' Furlong (Poitras) 36:40' | Wood (Yager, Cowan) 23:43' Furlong (Poitras) 36:40' | 0:1 0:2 1:2 2:2 2:3 | 07:51' Štancl (Rymon) 18:01' Cibulka (Kulich) 59:49' Štancl (Becher, Rymon) | Rozhodčí: Tobias Björk Micha Hebeisen Čároví: Otto Durmis Anders Nyqvist |
| 0 min                                               | 0 min                                               | Tresty              | 2 min                                                                       | Rozhodčí: Tobias Björk Micha Hebeisen Čároví: Otto Durmis Anders Nyqvist |
| 30                                                  | 30                                                  | Střely              | 22                                                                          | Rozhodčí: Tobias Björk Micha Hebeisen Čároví: Otto Durmis Anders Nyqvist |

| 2. ledna 2024 17:00 | USA | 7 : 2 (3:1, 3:0, 1:1) | Lotyšsko | Frölundaborg, Göteborg Návštěvnost: 2 749 |  |

| Report | |                                 |                                                     |                                                                                     |
| Jacob Fowler | Jacob Fowler | Brankáři                        | Deivs Rolovs                                        | Rozhodčí: Killian Hinterdobler Troy Murray Čároví: Daniel Konc ml. Dominik Schlegel |
| Foretscue (Moore, Gauthier) 01:31' Perreault (Casey) 11:42' Nelson (Casey, Snuggerud) 14:03' McGroarty (Howard, Hutson) 25:22' Smith (Perreault, Leonard) 36:00' Perreault (Smith, Casey) 39:39' Moore (Gauthier) 46:34' | Foretscue (Moore, Gauthier) 01:31' Perreault (Casey) 11:42' Nelson (Casey, Snuggerud) 14:03' McGroarty (Howard, Hutson) 25:22' Smith (Perreault, Leonard) 36:00' Perreault (Smith, Casey) 39:39' Moore (Gauthier) 46:34' | 1:0 2:0 2:1 4:1 5:1 6:1 7:1 7:2 | 13:50' Ločmelis 52:48' Ločmelis (Fenenko, Vilmanis) | Rozhodčí: Killian Hinterdobler Troy Murray Čároví: Daniel Konc ml. Dominik Schlegel |
| 4 min | 4 min | Tresty                          | 8 min                                               | Rozhodčí: Killian Hinterdobler Troy Murray Čároví: Daniel Konc ml. Dominik Schlegel |
| 41 | 41 | Střely                          | 25                                                  | Rozhodčí: Killian Hinterdobler Troy Murray Čároví: Daniel Konc ml. Dominik Schlegel |

| 2. ledna 2024 19:30 | Švédsko | 3 : 2 PP (2:0, 0:1, 0:1 – 1:0) | Švýcarsko | Scandinavium, Göteborg Návštěvnost: 11 512 |  |

| Report | |                     |                                                        |                                                                              |
| Hugo Hävelid | Hugo Hävelid | Brankáři            | Alessio Beglieri                                       | Rozhodčí: Riku Brander Lukas Kohlmüller Čároví: Lukáš Rampír Shane Gustafson |
| Stenbgerg (Hävelid, Pettersson) 01:34' Lekkerimäki (Öhgren, Wahlberg) 18:00' Sandin Pellikka (Lekkerimäki, Östlund) 65:22' | Stenbgerg (Hävelid, Pettersson) 01:34' Lekkerimäki (Öhgren, Wahlberg) 18:00' Sandin Pellikka (Lekkerimäki, Östlund) 65:22' | 1:0 2:0 2:1 2:2 3:2 | 37:26' Hornecker (Reber) 49:10' Meile (Weber, Christe) | Rozhodčí: Riku Brander Lukas Kohlmüller Čároví: Lukáš Rampír Shane Gustafson |
| 2 min | 2 min | Tresty              | 10 min                                                 | Rozhodčí: Riku Brander Lukas Kohlmüller Čároví: Lukáš Rampír Shane Gustafson |
| 33 | 33 | Střely              | 18                                                     | Rozhodčí: Riku Brander Lukas Kohlmüller Čároví: Lukáš Rampír Shane Gustafson |

### Semifinále
| 4. ledna 2024 15:00 | Švédsko | 5 : 2 (1:1, 1:1, 3:0) | Česko | Scandinavium, Göteborg Návštěvnost: 11 512 |  |

| Report | |                             |                                                               |                                                                          |
| Hugo Hävelid | Hugo Hävelid | Brankáři                    | Michael Hrabal                                                | Rozhodčí: Micha Hebeisen Mark Pearce Čároví: Otto Durmis Shane Gustafson |
| Lindstein (Edstrom) 11:52' Sandin Pellikka (Salomonsson) 22:35' Lekkerimäki (Sandin Pellikka, Wahlberg) 45:14' Östlund (Lindstein, Willander) 52:00' Lekkerimäki (Östlund, Stenberg) 53:02' | Lindstein (Edstrom) 11:52' Sandin Pellikka (Salomonsson) 22:35' Lekkerimäki (Sandin Pellikka, Wahlberg) 45:14' Östlund (Lindstein, Willander) 52:00' Lekkerimäki (Östlund, Stenberg) 53:02' | 0:1 1:1 2:1 2:2 3:2 4:2 5:2 | 06:55' Melovský (Redlich, Šalé) 27:36' Cibulka (Bareš, Rymon) | Rozhodčí: Micha Hebeisen Mark Pearce Čároví: Otto Durmis Shane Gustafson |
| 2 min | 2 min | Tresty                      | 2 min                                                         | Rozhodčí: Micha Hebeisen Mark Pearce Čároví: Otto Durmis Shane Gustafson |
| 31 | 31 | Střely                      | 25                                                            | Rozhodčí: Micha Hebeisen Mark Pearce Čároví: Otto Durmis Shane Gustafson |

| 4. ledna 2024 19:30 | USA | 3 : 2 (0:2, 2:0, 1:0) | Finsko | Scandinavium, Göteborg Návštěvnost: 10 561 |  |

| Report                                                                                               | |                     |                                                            |                                                                           |
| Trey Augustine                                                                                       | Trey Augustine                                                                                       | Brankáři            | Niklas Kokko                                               | Rozhodčí: Tobias Björk Daniel Eriksson Čároví: Jeremy Faucher Tim Heffner |
| Snuggerud (Casey, Smith) 32:10' Smith (Perreault, Chesley) 36:16' Gauthier (Hutson, Brindley) 56:47' | Snuggerud (Casey, Smith) 32:10' Smith (Perreault, Chesley) 36:16' Gauthier (Hutson, Brindley) 56:47' | 0:1 0:2 1:2 2:2 3:2 | 01:51' Keskinen (Männistö) 12:45' Kumpulainen (Kärki, Bau) | Rozhodčí: Tobias Björk Daniel Eriksson Čároví: Jeremy Faucher Tim Heffner |
| 4 min                                                                                                | 4 min                                                                                                | Tresty              | 4 min                                                      | Rozhodčí: Tobias Björk Daniel Eriksson Čároví: Jeremy Faucher Tim Heffner |
| 30                                                                                                   | 30                                                                                                   | Střely              | 21                                                         | Rozhodčí: Tobias Björk Daniel Eriksson Čároví: Jeremy Faucher Tim Heffner |

### Zápas o 3. místo
| 5. ledna 2024 15:00 | Česko | 8 : 5 (1:2, 2:3, 5:0) | Finsko | Scandinavium, Göteborg Návštěvnost: 9 647 |  |

| Report | |                                                     | |                                                                        |
| Michael Hrabal (od 7. minuty Jakub Vondraš) | Michael Hrabal (od 7. minuty Jakub Vondraš) | Brankáři                                            | Niklas Kokko | Rozhodčí: Tobias Björk Troy Murray Čároví: Anders Nyqvist Lukáš Rampír |
| Kulich (Melovský, Hamara) 16:16' Štancl (Melovský, Becher) 28:37' Becher (Štancl, Čech) 39:05' Kulich (Melovský, Hamara) 44:41' Becher (Kulich, Šalé) 58:04' Hamara (Kulich, Becher) 58:19' Rymon (do prázdné branky) 58:52' Becher (do prázdné branky) 58:54' | Kulich (Melovský, Hamara) 16:16' Štancl (Melovský, Becher) 28:37' Becher (Štancl, Čech) 39:05' Kulich (Melovský, Hamara) 44:41' Becher (Kulich, Šalé) 58:04' Hamara (Kulich, Becher) 58:19' Rymon (do prázdné branky) 58:52' Becher (do prázdné branky) 58:54' | 0:1 0:2 1:2 2:2 2:3 2:4 2:5 3:5 4:5 5:5 6:5 7:5 8:5 | 06:13' Kumpulainen 07:43' Nyman (Kaskimäki, Pulkikinen) 28:52' Helenius (Nyman, Kaskimäki) 29:11' Hämeenaho (Kulonummi, Lassila) 34:32' Hämeenaho (Kulonummi, Keskinen) | Rozhodčí: Tobias Björk Troy Murray Čároví: Anders Nyqvist Lukáš Rampír |
| 10 min | 10 min | Tresty                                              | 8 min | Rozhodčí: Tobias Björk Troy Murray Čároví: Anders Nyqvist Lukáš Rampír |
| 31 | 31 | Střely                                              | 23 | Rozhodčí: Tobias Björk Troy Murray Čároví: Anders Nyqvist Lukáš Rampír |

### Finále
| 5. ledna 2024 19:30 | USA | 6 : 2 (1:0, 2:2, 3:0) | Švédsko | Scandinavium, Göteborg Návštěvnost: 11 512 |  |

| Report | |                                 |                                                                                     |                                                                          |
| Trey Augustine | Trey Augustine | Brankáři                        | Hugo Hävelid                                                                        | Rozhodčí: Micha Hebeisen Mark Pearce Čároví: Otto Durmis Shane Gustafson |
| Perreault (Smith, McGroarty) 16:56' Howard (Fortescue) 29:24' Howard (Brindley) 34:19' Buium (Smith, Perreault) 41:19' Leonard (Perreault) 56:12' McGroarty (Snuggerud, do prázdné branky) 56:50' | Perreault (Smith, McGroarty) 16:56' Howard (Fortescue) 29:24' Howard (Brindley) 34:19' Buium (Smith, Perreault) 41:19' Leonard (Perreault) 56:12' McGroarty (Snuggerud, do prázdné branky) 56:50' | 1:0 1:1 2:1 3:1 3:2 4:2 5:2 6:2 | 22:13' Stenberg (Hävelid, Pettersson) 39:55' Lekkerimäki (Sandin Pellikka, Östlund) | Rozhodčí: Micha Hebeisen Mark Pearce Čároví: Otto Durmis Shane Gustafson |
| 28 min | 28 min | Tresty                          | 28 min                                                                              | Rozhodčí: Micha Hebeisen Mark Pearce Čároví: Otto Durmis Shane Gustafson |
| 26 | 26 | Střely                          | 26                                                                                  | Rozhodčí: Micha Hebeisen Mark Pearce Čároví: Otto Durmis Shane Gustafson |

## Hráčské statistiky

### Kanadské bodování
Toto je konečné pořadí hráčů podle dosažených bodů. Za jeden vstřelený gól nebo přihrávku na gól hráč získal jeden bod.
| Poř. | Hráč                 | Tým       | Z | G | A  | B  | TM | +/- |
| ---- | -------------------- | --------- | - | - | -- | -- | -- | --- |
| 1.   | Jiří Kulich          | Česko     | 7 | 6 | 6  | 12 | 0  | +3  |
| 2.   | Cutter Gauthier      | USA       | 7 | 2 | 10 | 12 | 4  | +9  |
| 3.   | Matyáš Melovský      | Česko     | 7 | 1 | 10 | 11 | 4  | +3  |
| 4.   | Jonathan Lekkerimäki | Švédsko   | 7 | 7 | 3  | 10 | 0  | +2  |
| 5.   | Gavin Brindley       | USA       | 7 | 6 | 4  | 10 | 0  | +7  |
| 6.   | Ondřej Becher        | Česko     | 7 | 3 | 7  | 10 | 4  | +6  |
| 6.   | Noah Östlund         | Švédsko   | 7 | 3 | 7  | 10 | 16 | +3  |
| 6.   | Gabriel Perreault    | USA       | 7 | 3 | 7  | 10 | 2  | +4  |
| 9.   | Isaac Howard         | USA       | 7 | 7 | 2  | 9  | 0  | +10 |
| 10.  | Servác Petrovský     | Slovensko | 5 | 5 | 4  | 9  | 0  | 0   |

### Hodnocení brankářů
Toto je konečné pořadí pěti nejlepších brankářů.
| Poř. | Hráč             | Tým       | Z. | MIN    | OG | PZ  | PS  | POG  | Úsp%  |
| ---- | ---------------- | --------- | -- | ------ | -- | --- | --- | ---- | ----- |
| 1.   | Trey Augustine   | USA       | 4  | 240:00 | 7  | 103 | 110 | 1.75 | 93.64 |
| 2.   | Hugo Hävelid     | Švédsko   | 5  | 305:05 | 9  | 100 | 109 | 1.77 | 91.74 |
| 3.   | Adam Gajan       | Slovensko | 4  | 239:52 | 10 | 109 | 119 | 2.50 | 91.60 |
| 4.   | Mathis Rousseau  | Kanada    | 5  | 299:39 | 10 | 104 | 114 | 2.00 | 91.23 |
| 5.   | Alessio Beglieri | Švýcarsko | 4  | 243:16 | 10 | 97  | 107 | 2.47 | 90.65 |

## Konečné pořadí
| Poř.             | Tým       | Z | V | VP | PP | P | GV | GI | +/− | B  | Konečný výsledek        |
| ---------------- | --------- | - | - | -- | -- | - | -- | -- | --- | -- | ----------------------- |
| Zlatá medaile    | USA       | 7 | 6 | 1  | 0  | 0 | 45 | 15 | +30 | 20 | Šampioni                |
| Stříbrná medaile | Švédsko   | 7 | 4 | 1  | 1  | 1 | 27 | 15 | +12 | 15 | Finalisté               |
| Bronzová medaile | Česko     | 7 | 4 | 0  | 1  | 2 | 30 | 25 | +5  | 13 | Třetí místo             |
| 4.               | Finsko    | 7 | 1 | 2  | 0  | 4 | 25 | 27 | -2  | 7  | Čtvrté místo            |
|                  |           |   |   |    |    |   |    |    |     |    |                         |
| 5.               | Kanada    | 5 | 3 | 0  | 0  | 2 | 23 | 10 | +13 | 9  | Vyřazeni ve čtvrtfinále |
| 6.               | Slovensko | 5 | 3 | 0  | 1  | 1 | 22 | 20 | +2  | 10 | Vyřazeni ve čtvrtfinále |
| 7.               | Švýcarsko | 5 | 1 | 0  | 1  | 3 | 13 | 23 | −10 | 4  | Vyřazeni ve čtvrtfinále |
| 8.               | Lotyšsko  | 5 | 1 | 0  | 0  | 4 | 8  | 29 | −21 | 3  | Vyřazeni ve čtvrtfinále |
|                  |           |   |   |    |    |   |    |    |     |    |                         |
| 9.               | Německo   | 5 | 1 | 1  | 0  | 3 | 14 | 24 | −10 | 5  | Vítěz zápasu o udržení  |
| 10.              | Norsko    | 5 | 0 | 0  | 1  | 4 | 12 | 31 | −19 | 1  | Sestup do Divize I      |

## Turnajová ocenění

### Nejlepší hráči podle direktoriátu IIHF
- Brankář:  Hugo Hävelid
- Obránce:  Axel Sandin Pellikka
- Útočník:  Cutter Gauthier

### All-star tým
- MVP:  Jonathan Lekkerimäki
- Brankář :  Hugo Hävelid
- Obránci :  Lane Hutson /  Theo Lindstein
- Útočníci :  Cutter Gauthier /  Jiří Kulich /  Jonathan Lekkerimäki

## Divize I

### Skupina A
Turnaj se konal od 10. do 16. prosince 2023 v maďarské Budapešti.
| Poř. | Tým        | Z | V | VP | PP | P | VG | OG | B  |
| ---- | ---------- | - | - | -- | -- | - | -- | -- | -- |
| 1.   | Kazachstán | 5 | 4 | 0  | 1  | 0 | 21 | 12 | 13 |
| 2.   | Francie    | 5 | 3 | 0  | 0  | 2 | 18 | 19 | 9  |
| 3.   | Dánsko     | 5 | 3 | 0  | 0  | 2 | 18 | 14 | 9  |
| 4.   | Rakousko   | 5 | 2 | 1  | 0  | 2 | 22 | 21 | 8  |
| 5.   | Maďarsko   | 5 | 1 | 0  | 1  | 3 | 13 | 16 | 4  |
| 6.   | Japonsko   | 5 | 0 | 1  | 0  | 4 | 12 | 22 | 2  |

### Skupina B
Turnaj se konal od 11. do 17. prosince 2023 ve slovinském Bledu.
| Poř. | Tým        | Z | V | VP | PP | P | VG | OG | B  |
| ---- | ---------- | - | - | -- | -- | - | -- | -- | -- |
| 1.   | Slovinsko  | 5 | 5 | 0  | 0  | 0 | 25 | 6  | 15 |
| 2.   | Ukrajina   | 5 | 3 | 1  | 0  | 1 | 23 | 13 | 11 |
| 3.   | Itálie     | 5 | 2 | 0  | 1  | 2 | 24 | 17 | 7  |
| 4.   | Estonsko   | 5 | 2 | 0  | 0  | 3 | 15 | 18 | 6  |
| 5.   | Polsko     | 5 | 1 | 0  | 1  | 3 | 9  | 19 | 4  |
| 6.   | Chorvatsko | 5 | 0 | 1  | 0  | 4 | 12 | 35 | 2  |

## Divize II

### Skupina A
Turnaj se konal od 11. do 17. prosince 2023 v britském Dumfries.
| Poř. | Tým            | Z | V | VP | PP | P | VG | OG | B  |
| ---- | -------------- | - | - | -- | -- | - | -- | -- | -- |
| 1.   | Jižní Korea    | 5 | 5 | 0  | 0  | 0 | 29 | 10 | 15 |
| 2.   | Litva          | 5 | 3 | 1  | 0  | 1 | 27 | 13 | 11 |
| 3.   | Velká Británie | 5 | 3 | 0  | 0  | 0 | 21 | 12 | 10 |
| 4.   | Čína           | 5 | 1 | 0  | 0  | 4 | 13 | 20 | 3  |
| 5.   | Nizozemsko     | 5 | 1 | 0  | 0  | 4 | 10 | 25 | 3  |
| 6.   | Španělsko      | 5 | 1 | 0  | 0  | 4 | 8  | 28 | 3  |

### Skupina B
Turnaj se konal v srbském Novi Sadu. Turnaj se uskutečnil od 14. do 20. ledna 2024.
| Poř. | Tým       | Z | V | VP | PP | P | VG | OG | B  |
| ---- | --------- | - | - | -- | -- | - | -- | -- | -- |
| 1.   | Rumunsko  | 5 | 4 | 1  | 0  | 0 | 25 | 5  | 14 |
| 2.   | Srbsko    | 5 | 4 | 0  | 1  | 0 | 21 | 5  | 13 |
| 3.   | Island    | 5 | 3 | 0  | 0  | 2 | 21 | 14 | 9  |
| 4.   | Austrálie | 5 | 2 | 0  | 0  | 3 | 9  | 16 | 6  |
| 5.   | Belgie    | 5 | 1 | 0  | 0  | 4 | 7  | 17 | 3  |
| 6.   | Tchaj-wan | 5 | 0 | 0  | 0  | 5 | 8  | 34 | 0  |

## Divize III

### Skupina A
Turnaj se původně měl konat v izraelském Tnuvotu, ale byl z bezpečnostních důvodů přesunut do Sofie v Bulharsku. Turnaj se uskutečnil od 22. do 28. ledna 2024.
| Poř. | Tým         | Z | V | VP | PP | P | VG | OG | B  |
| ---- | ----------- | - | - | -- | -- | - | -- | -- | -- |
| 1.   | Izrael      | 5 | 5 | 0  | 0  | 0 | 41 | 14 | 15 |
| 2.   | Nový Zéland | 5 | 3 | 1  | 0  | 1 | 31 | 17 | 11 |
| 3.   | Bulharsko   | 5 | 3 | 0  | 1  | 1 | 22 | 19 | 10 |
| 4.   | Turecko     | 5 | 2 | 0  | 0  | 3 | 15 | 19 | 6  |
| 5.   | Mexiko      | 5 | 1 | 0  | 0  | 4 | 17 | 20 | 3  |
| 6.   | Kyrgyzstán  | 5 | 0 | 0  | 0  | 5 | 9  | 46 | 0  |

### Skupina B
Turnaj se konal v bosenském Sarajevu. Turnaj se uskutečnil od 25. do 28. ledna 2024.
| Poř. | Tým                 | Z | V | VP | PP | P | VG | OG | B  |
| ---- | ------------------- | - | - | -- | -- | - | -- | -- | -- |
| 1.   | Bosna a Hercegovina | 4 | 3 | 1  | 0  | 0 | 30 | 17 | 11 |
| 2.   | Lucembursko         | 4 | 2 | 0  | 1  | 1 | 33 | 13 | 7  |
| 3.   | JAR                 | 4 | 0 | 0  | 0  | 4 | 10 | 43 | 0  |